# Stand by Me Doraemon
Stand by Me Doraemon (jap. ドラえもん STAND BY ME Doraemon) – japoński film anime wyprodukowany w 2014 roku, czternasty film z serii Doraemon. Piosenką przewodnią filmu była Himawari no Yakusoku śpiewana przez Motohiro Hata.
Film miał swoją premierę 8 sierpnia 2014 roku w Japonii, przynosząc łączny dochód 8,38 mld ¥.